# ميخائيل شيلي (لاعب كرة قدم)
ميخائيل شيلي (بالألمانية: Michael Schiele)‏ هو مدرب كرة قدم ولاعب كرة قدم ألماني في مركز الوسط، ولد في 3 مارس 1978 في هايدنهايم في ألمانيا. لعب مع نادي آلن ونادي ساندهاوزن.

## وصلات خارجية
- ميخائيل شيلي (لاعب كرة قدم) على موقع قاعدة بيانات كرة القدم.إي يو (الإنجليزية)
- ميخائيل شيلي (لاعب كرة قدم) على موقع بيانات كرة القدم. دي إي (الألمانية)
- ميخائيل شيلي (لاعب كرة قدم) على موقع عالم كرة القدم.نت (الإنجليزية)